# Siège du château de Noda
Époque Sengoku
Le siège du château de Noda (野田城の戦い) se déroule du mois de janvier au mois de février 1573, entre les forces du clan Takeda  emmenées par le renommé seigneur de guerre Takeda Shingen, contre le clan Tokugawa, conduit par Tokugawa Ieyasu. Avec la bataille de Mikatagahara, il s'agit d'une des dernières batailles de la longue carrière de Takeda Shingen.

## Contexte
Encouragé par sa victoire sur les Tokugawa à la bataille de Mikatagahara dans la province de Tōtōmi voisine, Takeda Shingen décide de s'aventurer plus loin dans la province de Mikawa avec l'espoir de s'ouvrir une route vers la capitale, Kyoto. À la tête d'une force de cavalerie et d'infanterie de 30 000 hommes, Shingen longe la rive nord du lac Hamana avant de passer dans l'intérieur des terres de Mikawa. Environ 500 défenseurs du château de Noda, situé sur la Toyokawa-gawa et commandé par Suganuma Sadamichi, se trouvent sur son chemin. Shingen a confiance dans sa supériorité numérique et parce qu'il sait que les forces de Tokugawa sont trop déployées dans diverses campagnes. En outre, ses forces se sont facilement emparées du château de Noda pendant une reconnaissance deux ans plus tôt.

## La bataille
Suganuma a grandement augmenté les capacités de défense du château de Noda au cours des deux dernières années avec des travaux de terrassement supplémentaires et une palissade de bois. Cependant, les kanamori-shū de Shingen (corps de sapeur, composé de troupes avec une expérience d'exploitation minière de l'or) ont creusé un tunnel dans les douves du château, l'ont vidé, privant les défenseurs d'eau potable ainsi que de leur principal moyen de défense. Shingen fait une offre pour épargner la vie des soldats du rang à condition que Suganuma se rende le 16 février. Bien que la reddition du château est désormais imminente, Shingen baisse la garde quand il s'approche du château, et un tireur d'élite lui tire dessus.

## Suite
À la suite de la reddition du château de Noda, les forces Tokugawa font retraite dans toute la province de Mikawa et même la forteresse de Tokugawa Ieyasu que représente le château d'Okazaki est menacée. Cependant, Takeda Shingen meurt en mars 1573 (de maladie ou de la blessure reçue à la bataille du château de Noda) et ses forces sont incapables de maintenir leur élan sous la conduite de son successeur, Takeda Katsuyori.

## Source de la traduction
- (en) Cet article est partiellement ou en totalité issu de l’article de Wikipédia en anglais intitulé « Siege of Noda Castle » (voir la liste des auteurs).